# Conilurus albipes
Il ratto coniglio dai piedi bianchi (Conilurus albipes  Lichtenstein, 1829) è un roditore della famiglia dei Muridi diffusa in epoca storica in Australia.

## Descrizione

### Dimensioni
Roditore di grandi dimensioni, con la lunghezza della testa e del corpo tra 230 e 260 mm, la lunghezza della coda tra 220 e 240 mm, la lunghezza del piede tra 45 e 55 mm, la lunghezza delle orecchie tra 25 e 30 mm e un peso fino a 200 g.

### Aspetto
Il colore delle parti superiori è bruno-giallastro pallido, mentre le parti ventrali sono biancastre. La testa è larga ed il muso è corto. Le orecchie sono lunghe e strette. Le parti dorsali delle zampe sono bianche. La coda è più lunga della testa e del corpo, marrone scuro sopra, biancastra sotto e con un ciuffo terminale di peli nerastri.

## Biologia

### Comportamento
Era una specie semi-arboricola e notturna. Costruiva nidi all'interno di alberi cavi. Era considerata una piaga per gli agricoltori.

### Riproduzione
Le femmine davano alla luce 3 piccoli alla volta.

## Distribuzione e habitat
Questa specie era diffusa in epoca recente nell'Australia Meridionale sud-orientale, nello stato di Victoria, Nuovo Galles del Sud meridionale e orientale e probabilmente anche l'estrema parte sud-orientale del Queensland. Gli ultimi individui sono stati osservati nello stato di Victoria nel 1862.
Viveva in savane di Eucalipto.

## Conservazione
La IUCN Red List, considerato che non sono stati osservati più esemplari dal 1862, nonostante intense ricerche, classifica C.albipes come specie estinta (EX).